# Vincent Lukáč
Vincent Lukáč (ur. 14 lutego 1954 w Koszycach) – czechosłowacki hokeista, słowacki trener..

## Życiorys
W latach 1977 i 1985 zdobył mistrzostwo świata w hokeju, był również srebrnym medalistą na igrzyskach olimpijskich w 1984. Po podziale Czechosłowacji pracował jako trener zespołów HC Košice i MsHK Žilina.
Jest radnym dzielnicy Koszyce – Stare Miasto. W wyborach 2010 uzyskał mandat posła do Rady Narodowej.

## Odznaczenia
- Krzyż Prezydenta Republiki Słowackiej I Klasy – 2004[2]

## Wyróżnienia
- Złoty Kij: 1983
- Galeria Sławy słowackiego hokeja na lodzie: 2004
- Galeria Sławy czeskiego hokeja na lodzie: 2010